# Grand Theft Auto: The Trilogy - The Definitive Edition
Grand Theft Auto: The Trilogy - The Definitive Edition és una recopilació del 2021 de tres jocs d'acció i aventura de la sèrie Grand Theft Auto: Grand Theft Auto III (2001), Grand Theft Auto: Vice City (2002) i Grand Theft Auto: San Andreas (2004). Va ser desenvolupat per Grove Street Games i publicat per Rockstar Games. Els tres jocs estan remasteritzats, amb millores visuals i millores de joc. Els jocs presenten diferents protagonistes i ubicacions dins la mateixa continuïtat. Grand Theft Auto III segueix el silenciós protagonista Claude Speed a Liberty City; Vice City, ambientada el 1986, compta amb l'ex mafiós Tommy Vercetti al Vice City titular i San Andreas, ambientat el 1992, segueix el gàngster Carl Johnson "CJ" Johnson dins de l'estat fictici de San Andreas.

## Contingut
Grand Theft Auto: The Trilogy – The Definitive Edition conté tres jocs de la sèrie Grand Theft Auto: Grand Theft Auto III (2001), Grand Theft Auto: Vice City (2002) i Grand Theft Auto: San Andreas (2004). Són jocs d'acció i aventura jugats des d'una perspectiva en tercera persona on els jugadors completen missions (escenaris lineals amb objectius establerts) per avançar en la història. Fora de les missions, els jugadors poden recórrer lliurement el món obert i tenir la possibilitat de completar missions secundaries opcionals. Algunes àrees dels jocs es desbloquegen a mesura que el jugador avança per la història.

El logotip del Grand Theft Auto III - Definitive Edition.

El logotip del Grand Theft Auto: San Andreas - Definitive Edition.

El logotip del Grand Theft Auto: Vice City - Definitive Edition.

## Desenvolupament
Grand Theft Auto: The Trilogy – The Definitive Edition va ser desenvolupat per Grove Street Games i publicat per Rockstar Games. Amb el seu nom anterior War Drum Studios, Grove Street Games va desenvolupar anteriorment versions mòbils de la trilogia, així com les versions per a PlayStation 3 i Xbox 360 de San Andreas. La Definitive Edition va estar en desenvolupament durant dos anys, i va utilitzar Unreal Engine 4 per a la representació; els jocs originals utilitzaven RenderWare.

## Alliberament
L'existència de The Definitive Edition es va informar per primera vegada l'agost de 2021 per Kotaku, afirmant que el seu desenvolupament va ser liderat per Rockstar Dundee. L'especulació dels mitjans va continuar al setembre després que el Comitè de Classificació i Administració del Joc de Corea del Sud va donar a la trilogia una qualificació de joc, i a principis d'octubre després d'una actualització del Rockstar Games Launcher inclogués dades que feien referència al joc, com ara logotips, art i èxits. Rockstar va anunciar la trilogia el 8 d'octubre de 2021, coincidint amb el mes del 20è aniversari de Grand Theft Auto III 'llançament original. Va revelar que la trilogia inclouria "actualitzacions generals... tot mantenint l'aspecte clàssic dels originals".

## Vendes
Al Regne Unit, The Definitive Edition va ser el vuitè joc més venut el novembre de 2021, i el 20è més venut al desembre; el gràfic combina vendes físiques i digitals per a consoles, tot i que el joc només estava disponible digitalment al novembre. Després del seu llançament físic, el joc va ocupar el sisè lloc en les llistes setmanals de caixa del Regne Unit; El 67 per cent de les còpies venudes eren per a PlayStation 4, i la resta a Xbox. En la seva segona setmana, la versió física va caure a la 23a posició després que les vendes caiguessin un 70 per cent, i va sortir del top 40 la setmana següent. A la PlayStation Store el novembre de 2021, el joc va ser el tercer joc de PlayStation 5 més venut a Europa i Amèrica del Nord; va ser el sisè més venut per a PlayStation 4 a Amèrica del Nord i el vuitè a Europa. Al desembre, va ser el 20è joc de PlayStation 5 més venut a Europa, i va ocupar el 17è lloc de la regió durant l'any en general. Als Estats Units, la versió física va ser el 57è joc més venut de gener de 2022 i el 16è més venut de febrer.